# Magnuson Act
Magnuson Act även kallad Chinese Exclusion Repeal Act of 1943 föreslogs av representanthusledamoten Warren G. Magnuson från Washington och blev lag i USA den 17 december 1943. För första gången sedan Chinese Exclusion Act från 1882 tilläts kinesiska invandrare, och lät kineser som redan vistades i USA att bli naturaliserade medborgare. Det var första gången sedan Naturalization Act of 1790 som asiater tilläts bli naturaliserade medborgare. Dock begränsades fortfarande äganderätten. I många delstater fick inte kineser (ens som amerikanska medborgare) denna äganderätt genom lag eller de facto förrän Magnuson Act slutligen avskaffades helt 1965.
Lagen tillkom samma år som Kina och USA officiellt blev allierade i andra världskriget.

### Fotnoter
1. ↑  ”Arkiverade kopian”. Arkiverad från originalet den 13 juni 2010. https://web.archive.org/web/20100613102647/http://jacl.org/public_policy/documents/An%20Unnoticed%20Struggle.pdf. Läst 27 januari 2012.